# Moko skalny
Moko skalny, dawniej: moko (Kerodon rupestris) – gatunek gryzonia z rodziny kawiowatych występujący we wschodniej Brazylii.

## Wygląd
Moko skalny dorasta do 20–40 cm, waży około kilograma. Jego futro jest szarobrązowe, z żółtobrązowym brzuchem i białawym podgardlem. W zależności od osobnika ogon występuje w formie szczątkowej lub zanikł zupełnie.

## Tryb życia
Moko skalne żywią się roślinami, głównie liśćmi, kwiatami, gałązkami, a także owocami i warzywami. Żyją w niewielkich grupach rodzinnych. Porozumiewają się głosem, w przeciwieństwie do innych gryzoni rzadko stosują sygnały zapachowe. W razie zagrożenia wydają z siebie piski ostrzegające innych członków stada przed niebezpieczeństwem. Moko skalne dożywają zazwyczaj 5 lat, zaobserwowany rekordzista żył 11 lat.

## Rozmnażanie
Samice moko skalnego osiągają dojrzałość płciową po nieco ponad 130 dniach życia i od tego momentu są płodne przez cały rok. Zazwyczaj wychowują trzy mioty rocznie, każdy liczący 1–3 młode ważące ok. 85 g. Ciąża trwa średnio 76 dni. Młode są karmione mlekiem średnio 35 dni, choć mogą uzupełniać swoją dietę roślinami już po 2 dniach od narodzin.

## Interakcja z człowiekiem
Moko skalne są łowione przez ludzi dla mięsa. Niekiedy także występują w roli zwierząt domowych, aczkolwiek nie jest to częste zjawisko.